# Liste der denkmalgeschützten Objekte in Herrnbaumgarten
Die Liste der denkmalgeschützten Objekte in Herrnbaumgarten enthält die 6 denkmalgeschützten, unbeweglichen Objekte der Gemeinde Herrnbaumgarten im Bezirk Mistelbach.

## Denkmäler
| Foto |                 | Denkmal                                                                                  | Standort                                            | Beschreibung | Metadaten |
| ---- | --------------- | ---------------------------------------------------------------------------------------- | --------------------------------------------------- | --- | --- |
| ja   | Datei hochladen | Pestkreuz HERIS-ID: 23538 Objekt-ID: 19892                                               | Standort KG: Herrnbaumgarten                        | In der Pestzeit war hier der Warenübergabeplatz. Die Inschrift ist unleserlich, die Jahreszahl lautet 1679. | BDA-Hist.: Q37877070 Status: § 2a Stand der BDA-Liste: 2025-06-30 Name: Pestkreuz GstNr.: 5163 Pestkreuz Herrnbaumgarten                                                 |
| ja   | Datei hochladen | Marienkapelle HERIS-ID: 23537 Objekt-ID: 19891                                           | bei Hauptstraße 15 Standort KG: Herrnbaumgarten     | Die Kapelle wurde in der ersten Hälfte des 19. Jahrhunderts erbaut. Darin befindet sich eine später überarbeitete Pietà aus der zweiten Hälfte des 17. Jahrhunderts. | BDA-Hist.: Q37877060 Status: § 2a Stand der BDA-Liste: 2025-06-30 Name: Marienkapelle GstNr.: 4450/1 Marienkapelle Herrnbaumgarten                                       |
| ja   | Datei hochladen | Gasthaus zum Doppeladler HERIS-ID: 23535 Objekt-ID: 19889                                | Hauptstraße 43 Standort KG: Herrnbaumgarten         | Das Gemeindegasthaus wurde 1909 in der heutigen Form erbaut. Von 2002 bis 2016 wird es als Familienbetrieb der Familie Ladinig geführt. Danach umgebaut und unter dem neuen Namen Zum Doppeladler wieder eröffnet | BDA-Hist.: Q37877047 Status: § 2a Stand der BDA-Liste: 2025-06-30 Name: Gasthaus Ladinig GstNr.: 232 Gasthaus Herrnbaumgarten                                            |
| ja   | Datei hochladen | Kath. Pfarrkirche Unbefleckte Empfängnis HERIS-ID: 23534 Objekt-ID: 19888                | Hauptstraße 59 Standort KG: Herrnbaumgarten         | Die erste Erwähnung der Pfarre erfolgte 1429. Vom ursprünglich gotischen Bau sind nur die Außenmauern und das Turmuntergeschoß erhalten geblieben. Nach Bränden wurde das Langhaus 1669 und 1732 umgebaut, 1751 kam es zu barocken Anbauten. Die Kirche besitzt eine spätbarocke Innenausstattung. Das Hochaltarbild aus der ersten Hälfte des 18. Jahrhunderts wird Michelangelo Unterberger zugeschrieben. | BDA-Hist.: Q37877031 Status: § 2a Stand der BDA-Liste: 2025-06-30 Name: Kath. Pfarrkirche Unbefleckte Empfängnis GstNr.: 135 Pfarrkirche Herrnbaumgarten                 |
| ja   | Datei hochladen | Halterhaus, jetzt Dorfmuseum/Johann Schodl-Heimatmuseum HERIS-ID: 49886 Objekt-ID: 54198 | Poysbrunner Straße 9 Standort KG: Herrnbaumgarten   | Das Heimatmuseum, zu dem das Inventar eines Greißlers aus dem 19. Jahrhundert gehört, geht auf die Sammlung des 1972 gestorbenen Landwirts Johann Schodl zurück. Es ist im ehemaligen Halterhaus untergebracht. In der Wohnung des Halterhauses wurde ein Küchenmuseum eingerichtet, in dem verschiedene Küchen des 20. Jahrhunderts dargestellt werden.                                                     | BDA-Hist.: Q38036730 Status: § 2a Stand der BDA-Liste: 2025-06-30 Name: Halterhaus, jetzt Dorfmuseum/Johann Schodl-Heimatmuseum GstNr.: 233/5 Dorfmuseum Herrnbaumgarten |
| ja   | Datei hochladen | Friedhofskapelle mit 3 Heiligenfiguren HERIS-ID: 111922 Objekt-ID: 129956seit 2013       | Hofwiese 1a, gegenüber Standort KG: Herrnbaumgarten | Die Kapelle stammt aus dem 18. Jahrhundert. | BDA-Hist.: Q37827633 Status: Bescheid Stand der BDA-Liste: 2025-06-30 Name: Friedhofskapelle mit 3 Heiligenfiguren GstNr.: 2850/2 Friedhofskapelle Herrnbaumgarten       |